# Bowlesita
La bowlesita és un mineral de la classe dels sulfurs. Rep el nom pel Dr. John Bowles, de la Universitat de Manchester (Regne Unit) per les seves contribucions a la mineralogia i als jaciments minerals relacionats amb les roques màfiques-ultramàfiques.

## Característiques
La bowlesita és una sulfosal de fórmula química PtSnS. Va ser aprovada com a espècie vàlida per l'Associació Mineralògica Internacional l'any 2019, sent publicada per primera vegada el 2020. Cristal·litza en el sistema ortoròmbic.
Les mostres que van servir per a determinar l'espècie, el que es coneix com a material tipus, es troben conservadesa les col·leccions mineralògiques del Museu d'Història Natural de Londres (Anglaterra), amb el número de registre: bm2019,11 (holotype), i al Museu d'Història Natural de la Universitat de Pisa (Itàlia), amb el número de catàleg: 19909.

## Formació i jaciments
Va ser descoberta a l'escull de Merensky, dins el districte de Bojanala Platinum (Província del Nord-oest, Sud-àfrica). També ha estat trobada a la mina Rustenburg Town & Townlands, a la mateixa zona. Es troba associada amb minerals del subgrup de la serpentina, pirrotita, pentlandita, calcopirita, piroxens i amfíbols.